# Slomškova rojstna hiša
Slomškova rojstna hiša je hiša, v kateri se je rodil blaženi Anton Martin Slomšek, slovenski škof, narodni buditelj, pesnik in pisatelj ter svetnik. Nahaja se v vasi Uniše, v zaselku, ki se imenuje Slom. Dostop je možen po lokalni cesti cesti, 2 km od križišča pri železniški postaji Ponikva.